# Frans Van Dessel (football, 1911)
Pour les articles homonymes, voir Frans Van Dessel.
Frans Van Dessel, né le 9 mai 1911 à Lierre et décédé le 3 juin 1986, est un joueur de football international belge qui évoluait au poste de défenseur. Il joue toute sa carrière au KM Lyra, club dont il est également l'entraîneur durant une saison.

## Carrière

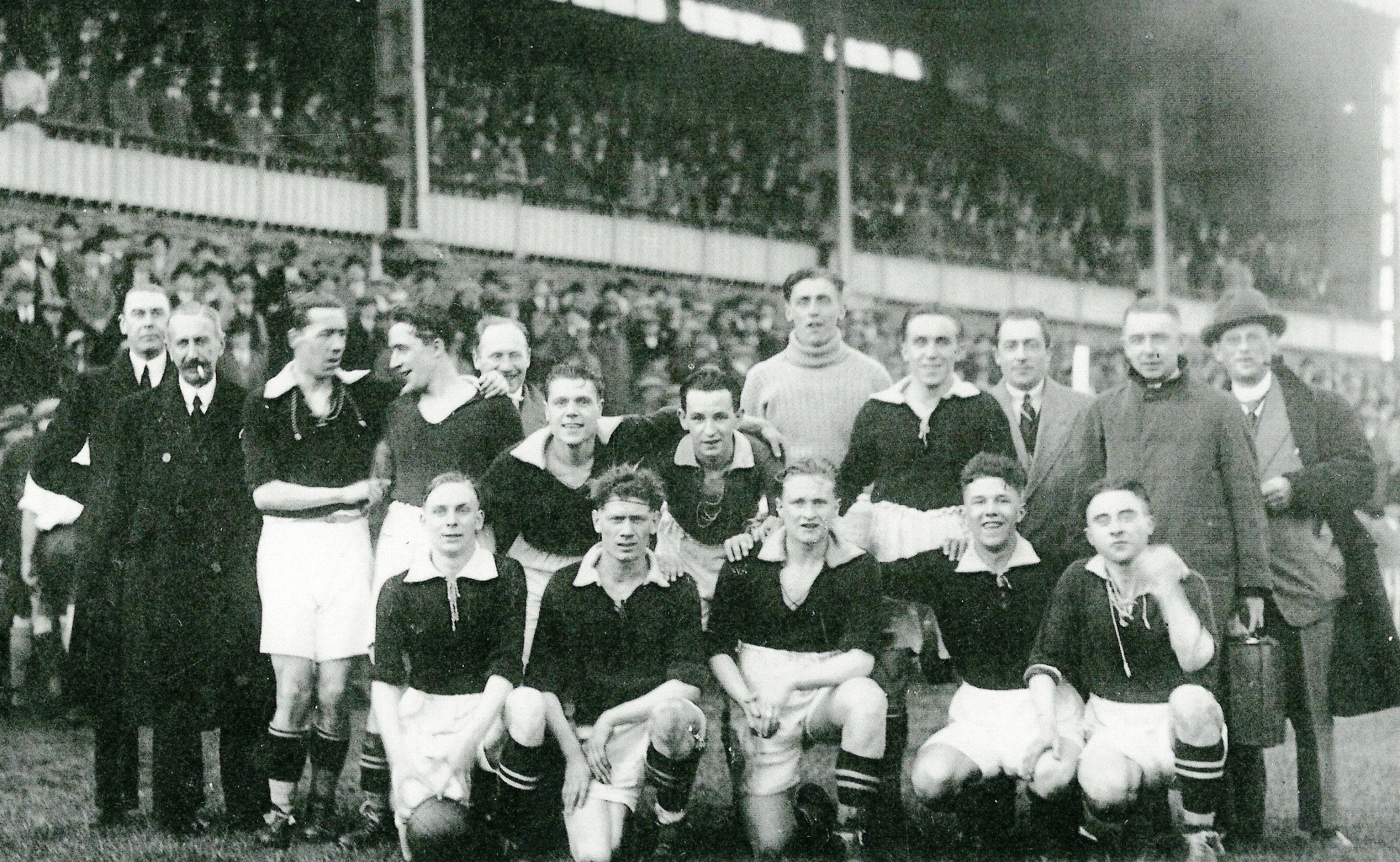
Equipe championne Lyra a 1932. Frans Van Dessel est à droite du gardien de but

Frans Van Dessel débute dans l'équipe première du TSV Lyra en 1928. À l'époque, le club évolue en Division 1, le deuxième niveau hiérarchique du football belge. Il remporte le titre de champion en 1932 et accède ainsi pour la première fois à la Division d'Honneur. Titulaire inamovible de la défense du club, ses bonnes prestations lui valent d'être appelé en équipe nationale belge pour disputer un match  de qualification pour la Coupe du monde 1934 contre les Pays-Bas le 29 avril 1934. Apres 65 minutes il entre le match. Il ne sera plus jamais appelé par la suite.
Un an plus tard, le 2 juin 1935, il dispute la finale de la Coupe de Belgique 1934-1935 avec le Lyra. Il s'incline 3-2 face au Daring Club de Bruxelles. Il continue à jouer pour le Lyra jusqu'en 1938. Avant-dernier en championnat, le club est condamné à la relégation et Frans Van Dessel décide d'arrêter le football de haut niveau à cette occasion.
Il revient au Lyra en 1955 en tant qu'entraîneur, alors que le club évolue en deuxième division. Il a pour mission de ramener l'équipe en première division mais il termine seulement septième et quitte ses fonctions en fin de saison. Il se retire ensuite définitivement du monde du football. Frans Van Dessel meurt le 3 juin 1986.

## Palmarès
- 1 fois champion de Division 1 (D2) en 1932 avec le TSV Lyra.

## Sélections internationales
Frans Van Dessel a été sélectionné à une reprise en équipe nationale belge. Le tableau ci-dessous reprend cette sélection. Le score de la Belgique est toujours indiqué en gras.
| Date       | Compétition                                  | Adversaire | Lieu   | Score | Remarque |
| ---------- | -------------------------------------------- | ---------- | ------ | ----- | -------- |
| 29/04/1934 | Éliminatoires Coupe du monde 1934 (Groupe 7) | Pays-Bas   | Anvers | 2-4   | 65e      |